# Wätterlatte
Wätterlatte är en bergstopp i Schweiz. Den ligger i distriktet Frutigen-Niedersimmental och kantonen Bern, i den centrala delen av landet. Toppen på Wätterlatte är 2 007 meter över havet.
Terrängen runt Wätterlatte är huvudsakligen bergig, men norrut är den kuperad. Den högsta punkten i närheten är Dreispitz, 2 520 meter över havet, 2,1 km sydost om Wätterlatte.
I omgivningarna runt Wätterlatte växer i huvudsak blandskog.